# موگیلیشته
موگیلیشته (به بلغاری: Mogilishte) یک منطقهٔ مسکونی در بلغارستان است که در شهرستان کاوارنا واقع شده‌است.